# Ekwador na Letnich Igrzyskach Olimpijskich 2004
 Ekwador  na  XXVIII Letnich Igrzyskach Olimpijskich w Atenach  reprezentowało 16 sportowców (11 mężczyzn, 5 kobiet). Nie udało im się zdobyć żadnego medalu.

## Reprezentanci
Boks 
- do 48kg mężczyzn: Patrici Calero – 17. miejsce

  Judo 
- powyżej 78kg kobiet: Carmen Chala – odpadła w półfinałach
- do 63kg kobiet: Daina Maza – odpadła w półfinałach

  Lekkoatletyka 
- maraton mężczyzn: Silvio Guerra – 61. miejsce, Franklin Tenorio – 71. miejsce
- chód 20km mężczyzn: Xavier Moreno – nie ukończył, Jefferson Perez – 4. miejsce, Rolando Saquipay – 17. miejsce
- chód 50km mężczyzn: Jefferson Perez – 12. miejsce
- 800m mężczyzn: Byron Piedra – odpadł w 1. rundzie
- 110m przez płotki mężczyzn: Jackson Quinonez – odpadł w ćwierćfinałach
- maraton kobiet: Sandra Ruales – 36. miejsce

  Podnoszenie ciężarów 
- do 69kg mężczyzn: Julio Idrovo – 11. miejsce

  Tenis 
- Singel mężczyzn: Nicolas Lapentti – 33. miejsce

  Strzelectwo 
- pistolet pneumatyczny, 10m kobiet: Carmen Malo – 40. miejsce
- pistolet sportowy, 25m kobiet: Carmen Malo – 36. miejsce

  Pływanie 
- 50m stylem dowolnym mężczyzn: Julio Santos – 43. miejsce